# Luis Alberto Sánchez
Luis Alberto Félix Sánchez Sánchez (* 12. Oktober 1900 in Lima; † 6. Februar 1994 ebenda) war ein peruanischer Literaturwissenschaftler, Journalist, Historiker, Schriftsteller und Politiker der Alianza Popular Revolucionaria Americana (APRA) sowie 1989 für einige Monate Premierminister.

## Leben
Sánchez studierte nach dem Schulbesuch Geschichte und war darüber hinaus als Journalist tätig. Bereits früh übernahm er führende Aufgaben innerhalb der APRA ein, wobei eine Meinungsaussetzung zwischen ihm und José Carlos Mariátegui über die Stalinisierung der Partei dazu führte, dass Mariátegui 1928 die APRA verließ und die Partido Socialista del Perú gründete. Während der Zeiten der Diktaturen in Peru befand er sich mehrmals im Exil.
Später wurde er Professor sowie von 1946 bis 1948 erstmals Rektor der 1551 gegründeten Universidad Nacional Mayor de San Marcos, die nach der Universidad Autónoma de Santo Domingo die älteste bis heute durchgehend existierende Universität auf dem amerikanischen Kontinent ist.
Zwischen 1956 und dem Beginn der Militärdiktatur von Juan Velasco Alvarado 1968 war er Mitglied des damals noch bestehenden Senats, des Oberhauses des Kongresses. 1961 bis 1963 war er erneut Rektor der Universidad Nacional Mayor de San Marcos und übernahm dieses Amt abermals von 1966 bis 1971, nachdem er zugleich von Juli 1966 bis Juli 1967 Präsident des Senats war.
1978 wurde er für zwei Jahre zum Mitglied der Konstituierenden Versammlung gewählt, ehe er von 1980 bis 1992 wiederum Mitglied des Senats war.
Am 15. Mai 1989 wurde Sánchez nach dem Rücktritt von Armando Villanueva del Campo von Staatspräsident Alan García zum Premierminister Perus ernannt und damit de facto auch zum Vizepräsidenten. Dieses Amt bekleidete der im In- und Ausland angesehene Intellektuelle jedoch nur wenige Monate bis zu seiner Ablösung durch Guillermo Larco Cox am 30. Mai 1989.

## Veröffentlichungen
Neben diesen Tätigkeiten war er auch Verfasser zahlreicher Fachbücher zu geschichtlichen und literaturwissenschaftlichen Themen, die im gesamten spanischen Sprachraum veröffentlicht wurden. Darüber hinaus übersetzte er Hitler und ich, die Autobiografie von Otto Strasser, 1940 unter dem Titel Hitler y yo ins Spanische. Des Weiteren schrieb er Vorworte zu Büchern wie Una novela que comienza (1941) von Macedonio Fernández sowie 101 cartas y una sola angustia (1975) von Alfonso de Silva und eine Biografie von Abraham Valdelomar.